# سیاه‌گیله مرداب
سیاه‌گیله مرداب (نام علمی: Vaccinium oxycoccos)' یک گونه از خلنگیان در سرده سیاه‌گیله است و بومی امریکای شمالی، اروپا و آسیا است.
این نوع یاتوت، درختچه‌ای کوچک است که میوه‌هایش سته سرخ رنگ و گاه خال‌دار هستند.

## نگارخانه

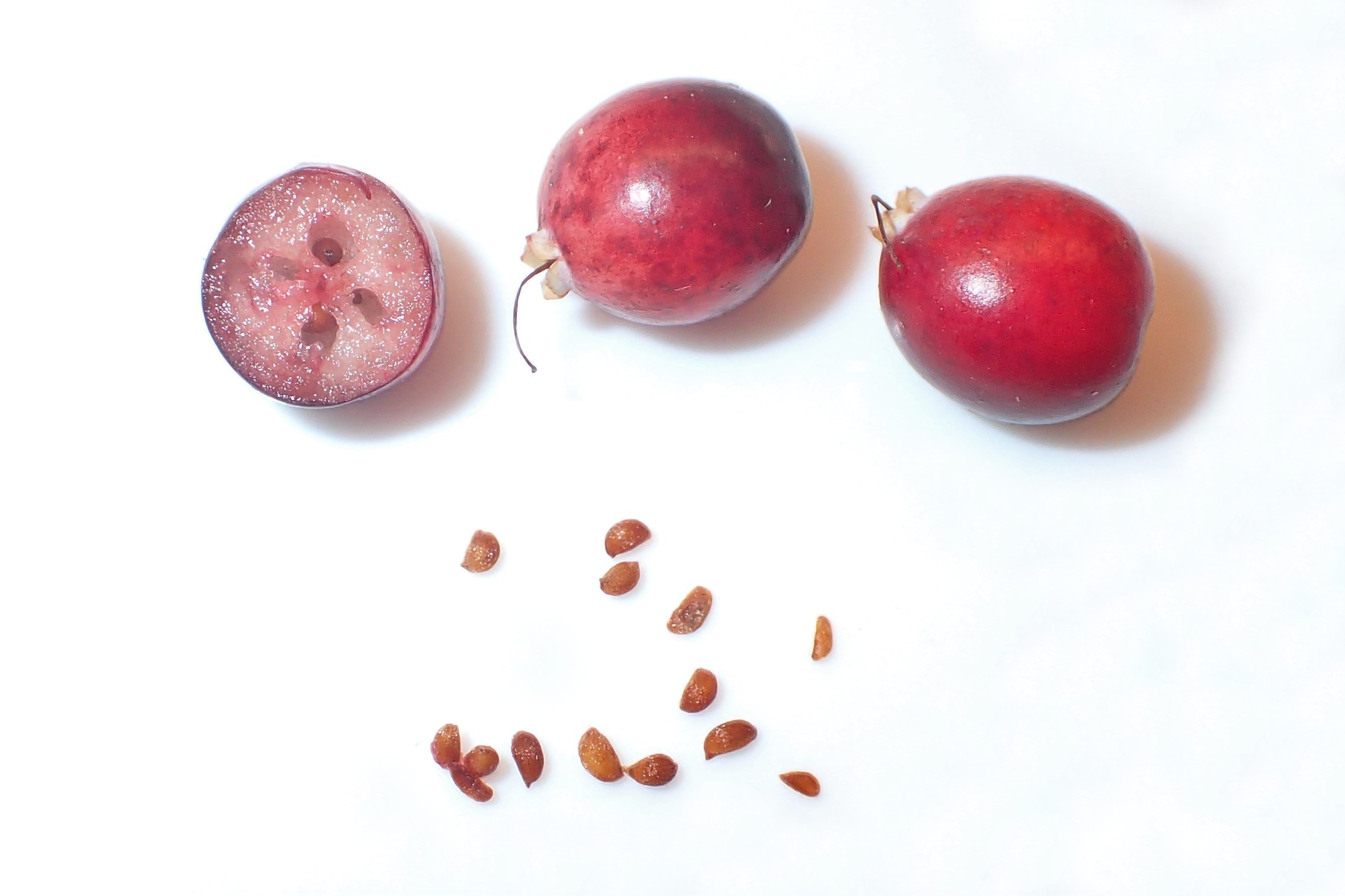
میوه رسیده ی سیاه گیله مرداب
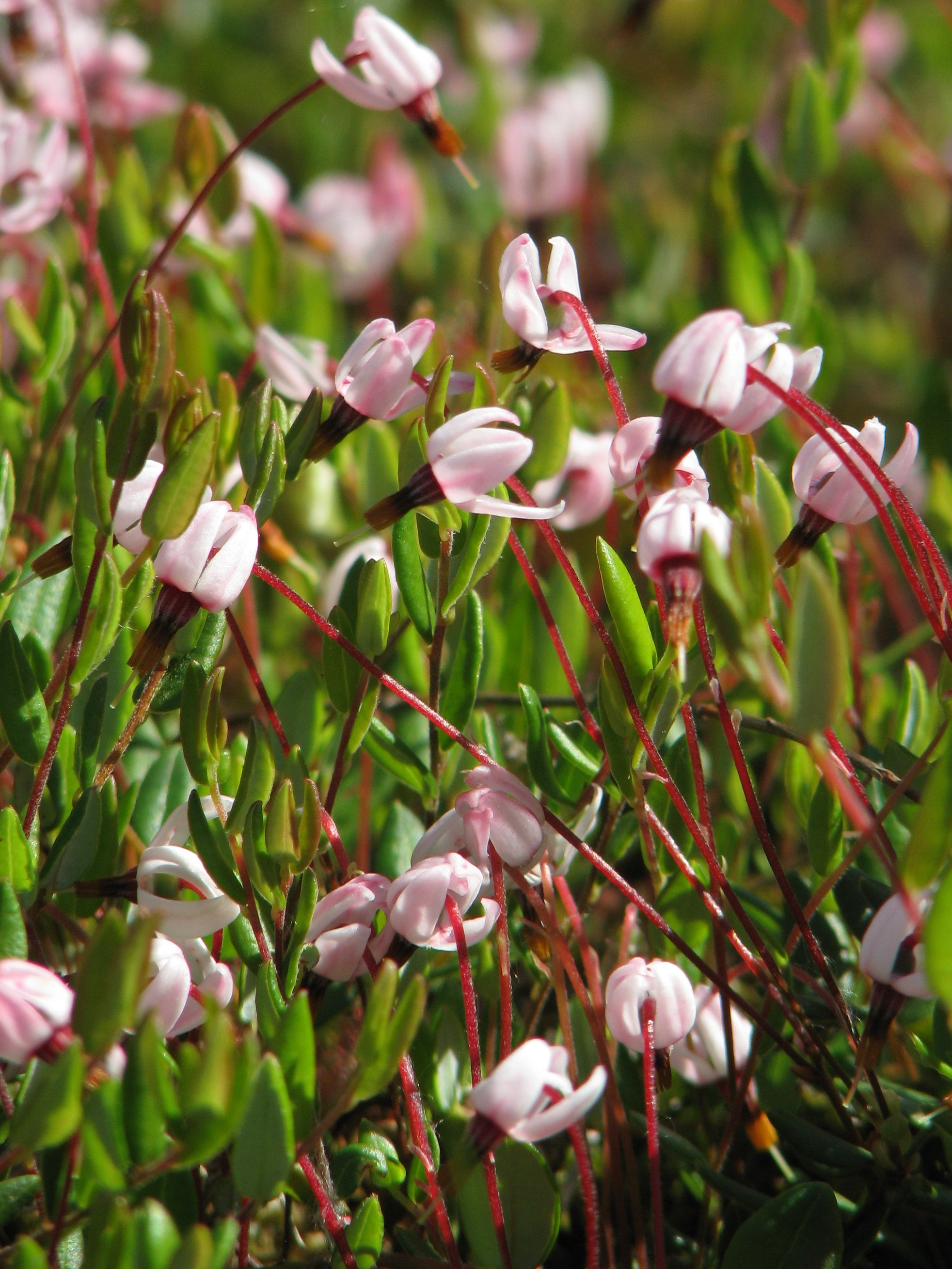
شکوفه سیاه گیله مرداب
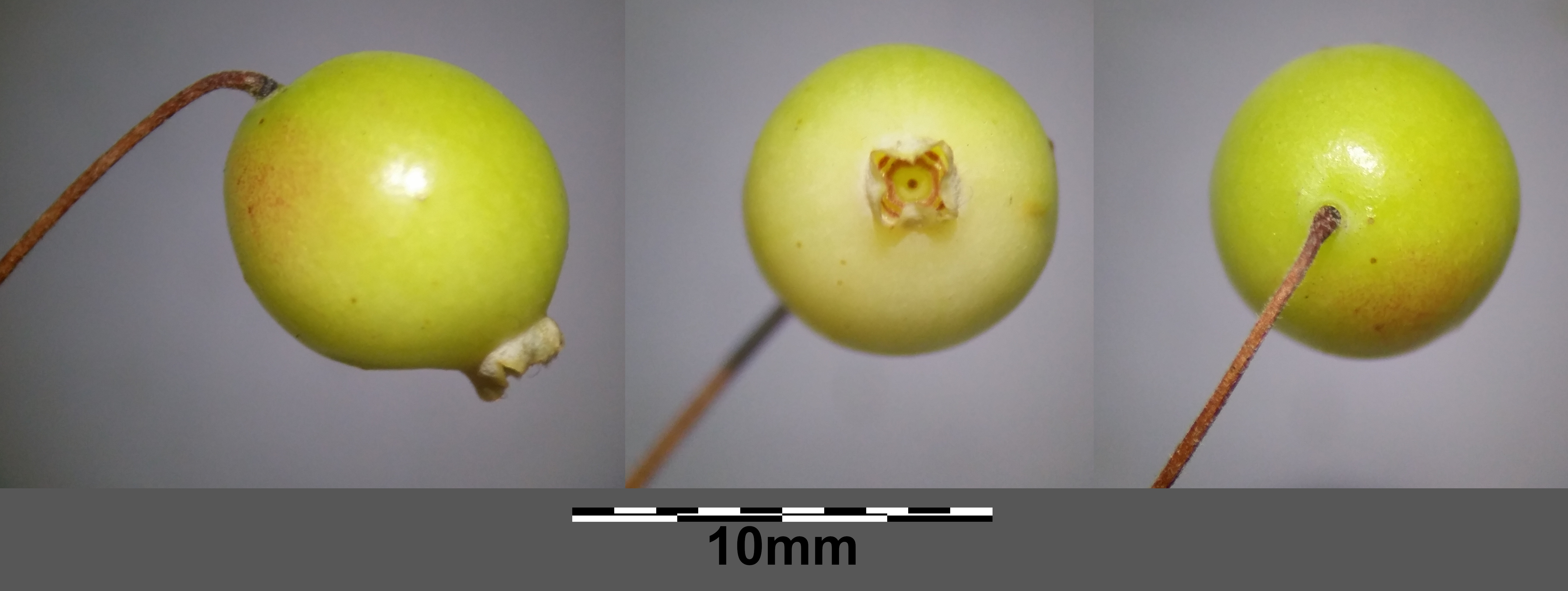
سیاه گیله مرداب کال
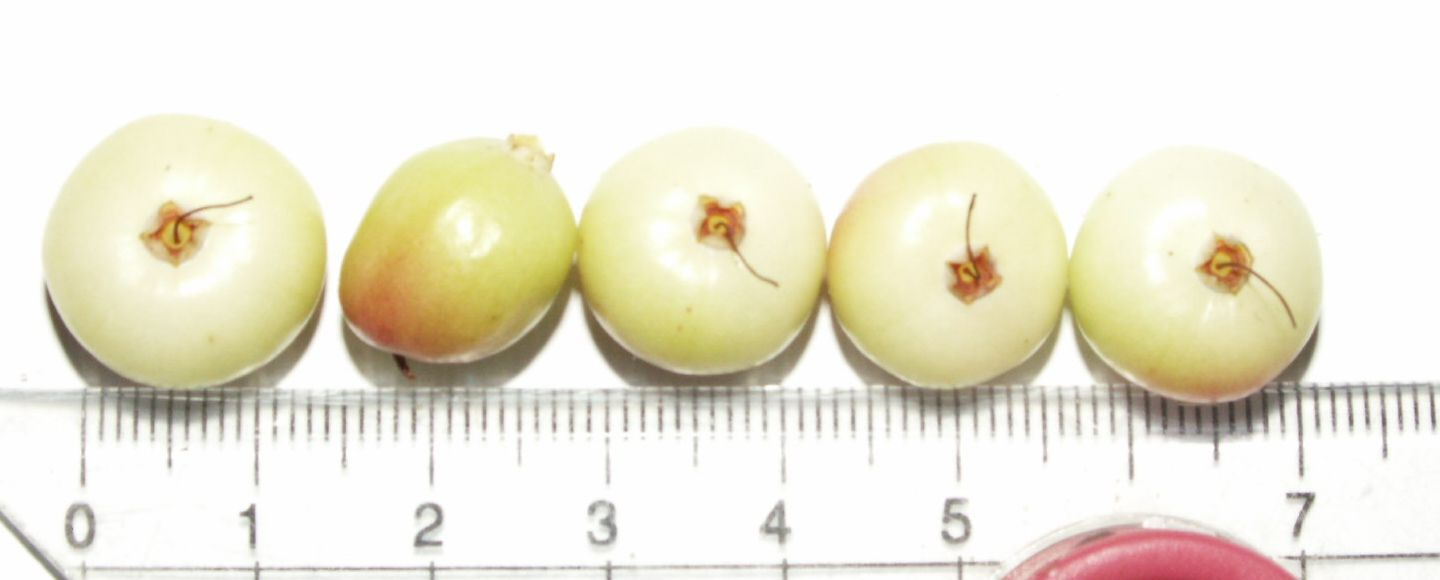
اندازه ی سیاه گیله مرداب های گوناگون